# Isla Goat (Texas)
La Isla Goat (en inglés: Goat Island; literalmente en español: «Isla de la Cabra») es el nombre que recibe un accidente geográfico en el condado de Galveston, al este de la Costa de Texas y al sur de los Estados Unidos. Es justo al norte de la Península Bolívar. Fue gravemente dañada por los huracanes en la temporada de 2008.